# Jacek Sobkowiak
Jacek Sobkowiak (1960-1987) fue un deportista polaco que compitió en vela en la clase Finn. Ganó una medalla de bronce en el Campeonato Europeo de Finn de 1984.

## Palmarés internacional
| Campeonato Europeo | Campeonato Europeo     | Campeonato Europeo | Campeonato Europeo |
| Año                | Lugar                  | Medalla            | Clase              |
| ------------------ | ---------------------- | ------------------ | ------------------ |
| 1984               | Władysławowo (Polonia) | Medalla de bronce  | Finn               |